# القصبي محمود زلط
الدكتور القصبي محمود حامد زلط، عالم أزهري مصري، كان عضو مجمع البحوث الإسلامية وعضو هيئة كبار العلماء بالأزهر الشريف وأحد مؤسسيها، شغل أيضا منصب نائب رئيس جامعة الأزهر، شغل درجة أستاذ مساعد بقسم التفسير وعلوم القرآن الكريم ويعد من ابرز المفسرين والدراسات الإسلامية، ومن أبرز مؤلفاته: مباحث في علوم القرآن، وقضايا التكرار في القصص القرآني، توفي في 31 ديسمبر 2014

## حياته
ولد في 5/11/1938 م في محافظة الغربية، حفظ القرآن الكريم في كُتاب القرية، تدرج تعليمه فحصل على ليسانس أصول الدين (قسم الدعوة) عام 1963م. ثم أكمل دراساته العليا حتى حصل على درجة التخصص الماجستير في الدعوة عام 1966م، ثم حصل على الدكتوراة في التفسير عام 1972م

## حياته العملية
تم تعيينه بإدارة الوعظ بالغربية بتاريخ 6/11/1963، ثم تم نقله إلى جامعة الأزهر بتاريخ 2/8/1986، كما عين مدرسًا بقسم التفسير بكلية أصول الدين القاهرة بتاريخ 28/2/1973، وتمت ترقيته إلى درجة أستاذ مساعد بقسم التفسير وعلوم القرآن الكريم بتاريخ 7/4/1978، ثم نقله إلى كلية أصول الدين طنطا بتاريخ 23/10/1980، وترقيته إلى درجة أستاذ بتاريخ 1/7/1982.
وتمت إعارته لالمملكة العربية السعودية والإمارات العربية المتحدة لمدة ثلاثة أعوام اعتبارًا من العام الدراسي الجامعي 1984 /1985م وحتى العام الدراسي الجامعي 1986، وتسلم العمل بعد قطع الإعارة بتاريخ 23/6/1987، وأعير مرة أخرى إلى جامعة الإمارات العربية المتحدة بتاريخ 29/8/1990، وتم تحويل إعارته من الإمارات العربية المتحدة إلى دولة قطر خلال العام الجامعي 1992/1993، وقطع الإعارة وتسلم العمل بالكلية في 19/9/1993. 
وعمل وكيلاً لكلية أصول الدين طنطا اعتبارًا من 6/5/1981 حتى 13/10/1982، وعين عميدًا لكلية أصول الدين طنطا اعتبارًا من 14/10/1982 حتى 23/9 /1984، وتعيينه عميدًا للكلية بعد قطع الإعارة اعتبارًا من 30/8 /1978 حتى 28/8/1990، كما عين عميدًا للكلية بعد قطع الإعارة أيضًا اعتبارًا من 26/10/1993 حتى 18 /11 /1999، وعين نائبا لرئيس الجامعة لفرع أسيوط اعتبارًا من 18/11/1999 حتى 30/7/2004م وعمل أستاذا متفرغا بقسم التفسير وعلوم القرآن بالكلية اعتبارًا من 1/8/2004 وحتى توفى في 1/1/2015 م.
وفي عام 2007 تم تعيينه عضوا بمجمع البحوث الإسلامية، وشارك في العديد من المؤتمرات العلمية الدولية، وحاضر في كثير من المراكز الإسلامية بالدول الأوروبية والغربية، ودول شرق آسيا.

## مؤلفاته
المصادر:
- القرطبي ومنهجه في التفسير
- مباحث في علوم القرآن
- قضايا التكرار في القصص القرآني
- دراسات في علوم الحديث
- الإيمان والخروج عن دائرته في ضوء القرآن والسنة
- تفسير آيات الأحكام (أربعة أجزاء)
- السيرة التحليلية في ضوء القرآن الكريم
- فقه الأسرة
- فقه الجهاد ووقفة مع مصطلح أهل الذمة
- فقه المعاملات ووقفة مع فوائد البنوك
- فقه الجنايات والحدود
- قضية التكفير في ضوء القرآن والسنة
- قضية الحكم بغير ما أنزل الله
- قضية الأمر بالمعروف والنهي عن المنكر وقفة مع تغيير المنكر
- قضايا في فقه الدولة
- مكانة الحرمين والمسجد الأقصى
- الطب النبوي
- العلاج الجيني
- التشدد وسبل التقريب

عرض وتعليق لمراجعات للجماعة الإسلامية في بعض مؤلفاتهم وهي (مبادرة إنهاء العنف - تسليط الأضواء حول ما وضع في الجهاد من أخطاء - الفتح والتبيين في تصحيح مفاهيم المحتسبين – ظاهرة الغلو)

## وفاته
توفي في يوم 31 ديسبمر 2014، ونعاه الأزهر الشريف في بيان له.